# Mike Ballerino
Mike Ballerino (* 10. April 1901 in Asbury Park, New Jersey, USA; † 4. April 1965 in Tampa, Florida, USA) war ein US-amerikanischer Boxer und Weltmeister im Superfedergewicht.

## Profikarriere
Ballerino war im Ring weder ein „Gentleman“ noch ein „Großmaul“. Sein Ziel war es Weltmeister zu werden. Am 15. Oktober im Jahr 1924 boxte er gegen seinen Landsmann Steve Sullivan um diesen Gürtel. Ballerino musste sich jedoch in einem auf 15 Runden angesetzten Kampf bereits in der 5. Runde durch klassischen K. o. geschlagen geben. Den direkten Rückkampf, der genau zwei Monate später stattfand und nur auf 10 Runden angesetzt war, gewann Ballerino nach Punkten und wurde somit universeller Weltmeister im Weltergewicht. 
Im April des darauffolgenden Jahres bezwang er Sullivan ein zweites Mal. Der US-Amerikaner Tod Morgan nahm ihm den Weltmeistergürtel am 2. Dezember im Jahre 1925 mit einem technischen Knockout in der 10. Runde ab.
Nach dieser Pleite war Ballerino nie mehr „der Alte“ und musste fast nur noch Niederlagen hinnehmen. Sein letzter Kampf, den er auch verlor, fand am 27. Juni 1928 in Pennsylvania statt.